# ガスプロムアヴィア
ガスプロムアヴィア（ロシア語: Газпром авиа、ラテン文字表記: Gazpromavia）はロシア連邦モスクワを拠点とする航空会社。その名が示す通り、天然ガスの生産・供給を行うガスプロムの航空輸送部門にあたる子会社である。主にチャーター便として旅客便・貨物便を運航し、天然ガスや石油産業関連の輸送を支えているほか、モスクワからの国内線定期便も運航している。

## 概要
1995年の3月に設立され、同年5月16日に運航を開始した。設立以来、ガスプロムの完全子会社である。
2007年3月時点での従業員は2,736名。

## 空港
ガスプロムアヴィアはTu-154やIl-76、An-74、ヘリコプターなどの発着が可能な空港の所有・運用を自社で行っている 。
- オスタフィエヴォ国際空港 - モスクワ近郊に位置する。ガスプロムアヴィアの拠点であり、ビジネスチャーター便が発着している。
- ヤムブルグ空港（英語版） - ヤマロ・ネネツ自治管区北部に位置する。

## 就航地

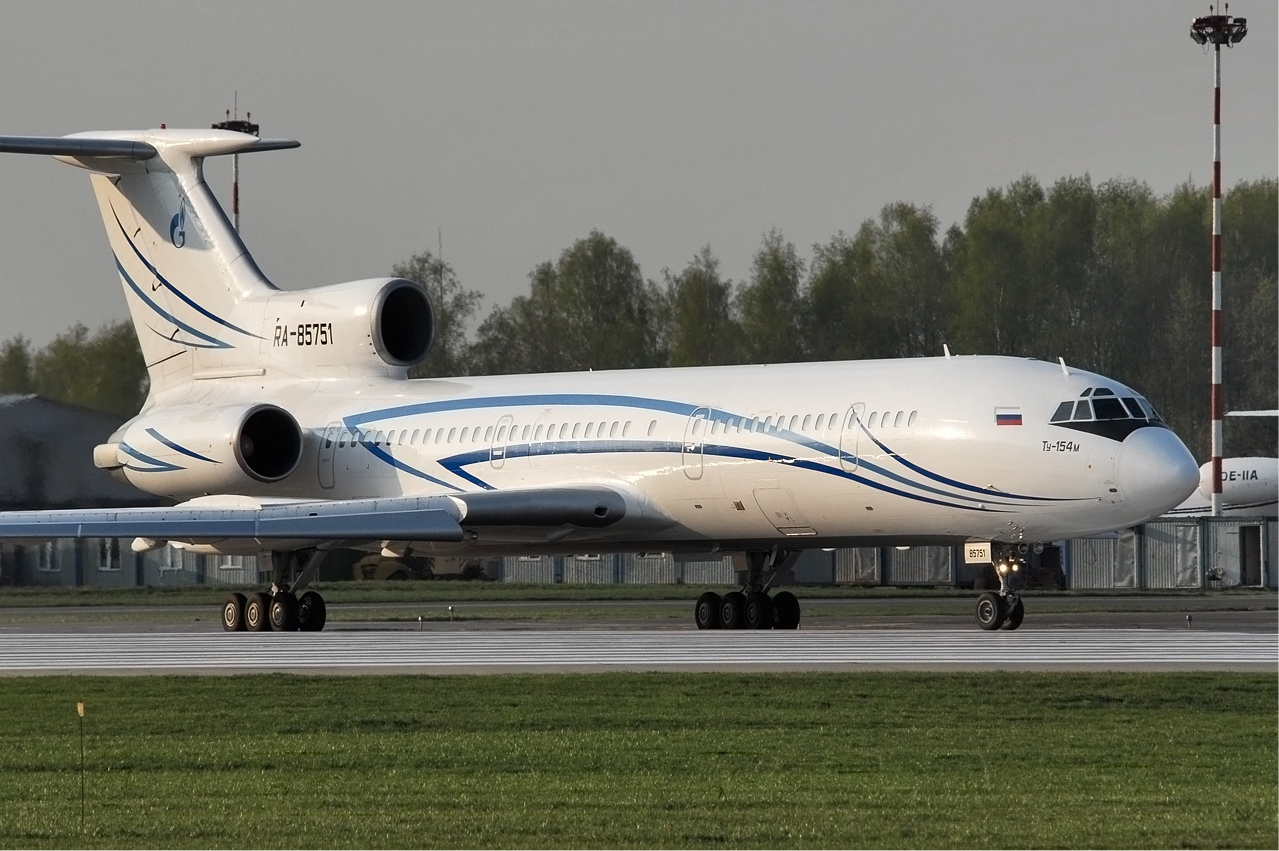
ガスプロムアヴィアのTu-154M

ガスプロムアヴィアの就航地（2012年12月時点）
 イタリア
- カリャリ - カリャリ・エルマス空港 (季節運航)
- ピサ - ガリレオ・ガリレイ国際空港 (季節運航)

 ロシア
- バルナウル - バルナウル空港[4]
- ベルゴロド - ベルゴロド国際空港
- ベロヤルスク（英語版） - ベロヤルスク空港（英語版）
- マハチカラ - ウィタシュ空港
- モスクワ - ヴヌーコヴォ国際空港 （ハブ空港）
- ナディム（英語版） - ナディム空港
- ノーヴィ・ウレンゴイ - ノーヴィ・ウレンゴイ空港
- サンクトペテルブルク - プルコヴォ空港
- サマーラ - クルモチ国際空港
- ソチ - ソチ国際空港
- ソヴィエツク（英語版） - ソヴィエツキー空港（英語版）
- チュメニ - ロスキーノ国際空港
- ウリヤノフスク - ウリヤノフスク・バラタエフカ空港
- エカテリンブルク - ウクトゥス空港（英語版）

 セルビア
- ベオグラード - ベオグラード・ニコラ・テスラ空港

 ウズベキスタン
- ヌクス - ヌクス空港

### コードシェア
以下の航空会社と共同運航を行っている
- UTエアー[5]

## 旅客便以外の航空事業
カルーガ、ペルミ、サマーラ、ソチ、ウフタ、ユゴルスクにおいてヘリコプターを利用した航空事業を行っている。
- 地上からのアクセスが難しい遠隔地の航空パトロール
- 建築資材、機械、医薬品などの航空貨物輸送
- ヘリコプターを用いた建設支援
- ヘリコプターを利用したレスキュー・救急輸送

## 機材
ガスプロムアヴィアは固定翼機34機 

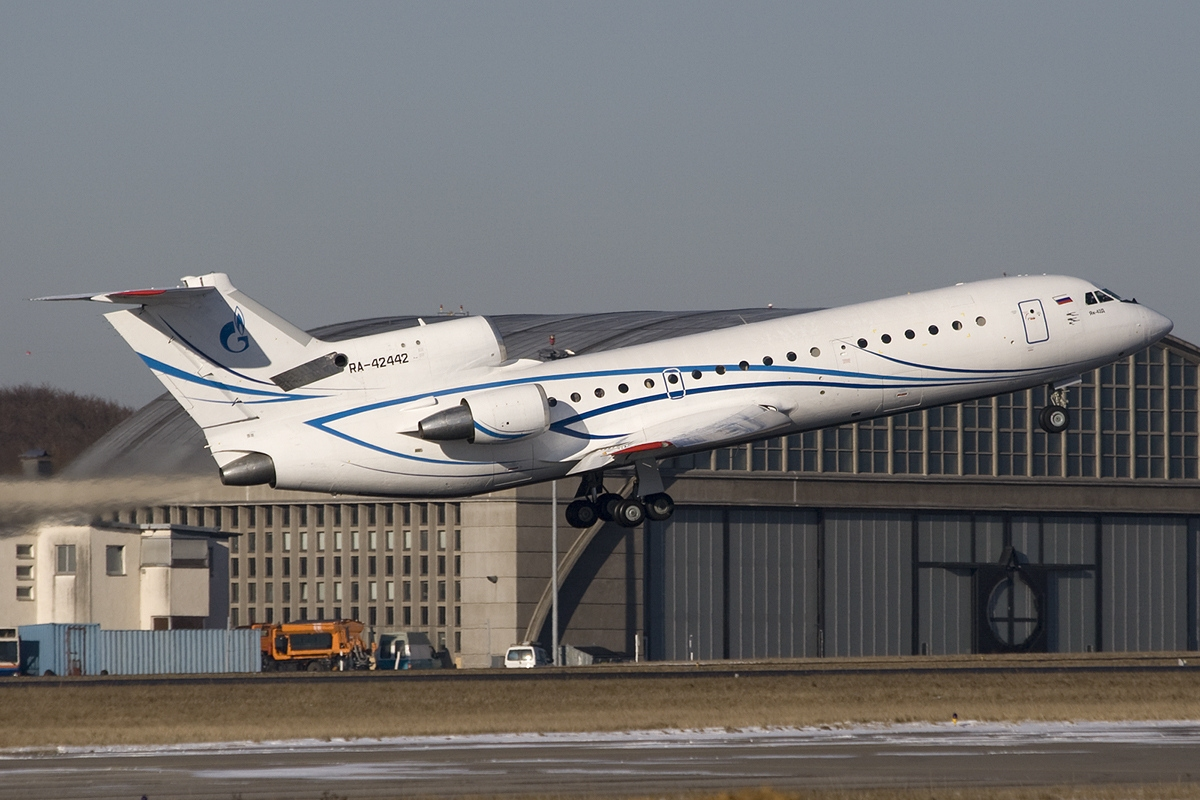
Yak-42D

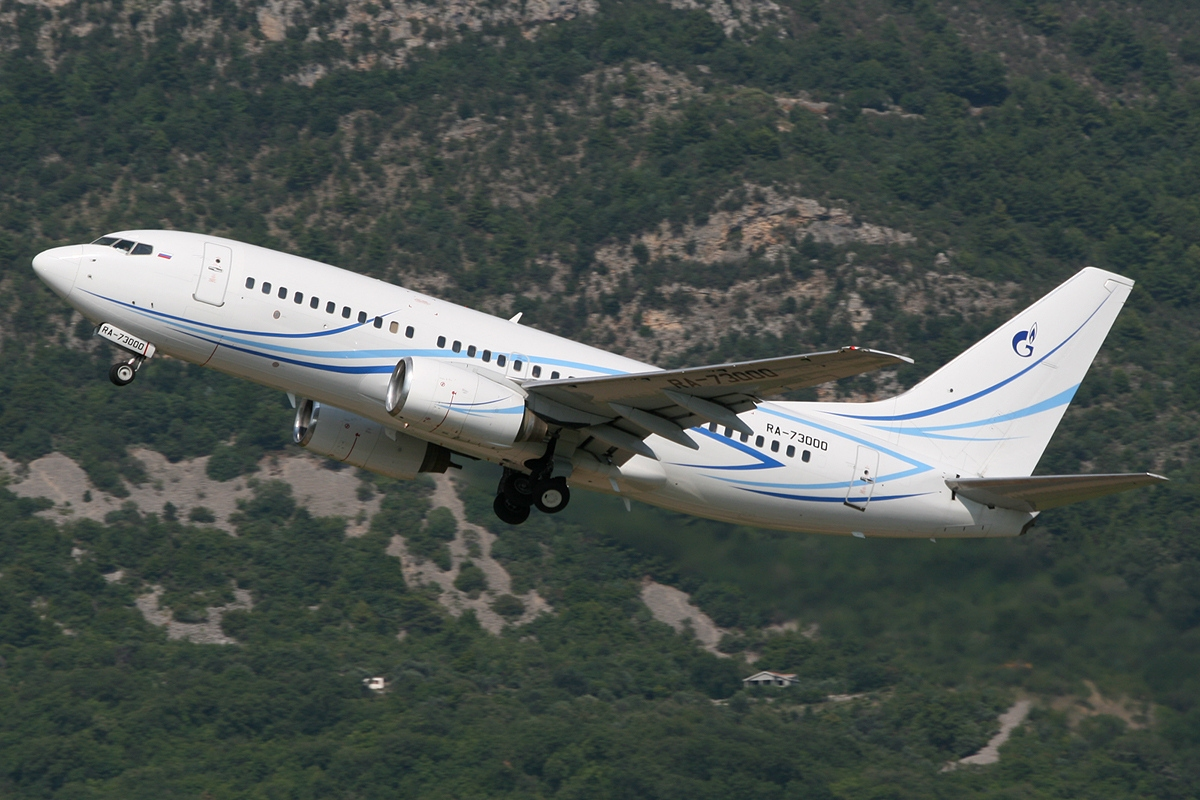
ボーイング737-700

、回転翼機106機を運航している。旧ソ連時代に設計・製造された古い機材もあるが、その多くは改修によって空中衝突防止装置やGPS、電波航法装置（KLN-90Bなど）といった近代的な機器を搭載している。
回転翼機（ヘリコプター）

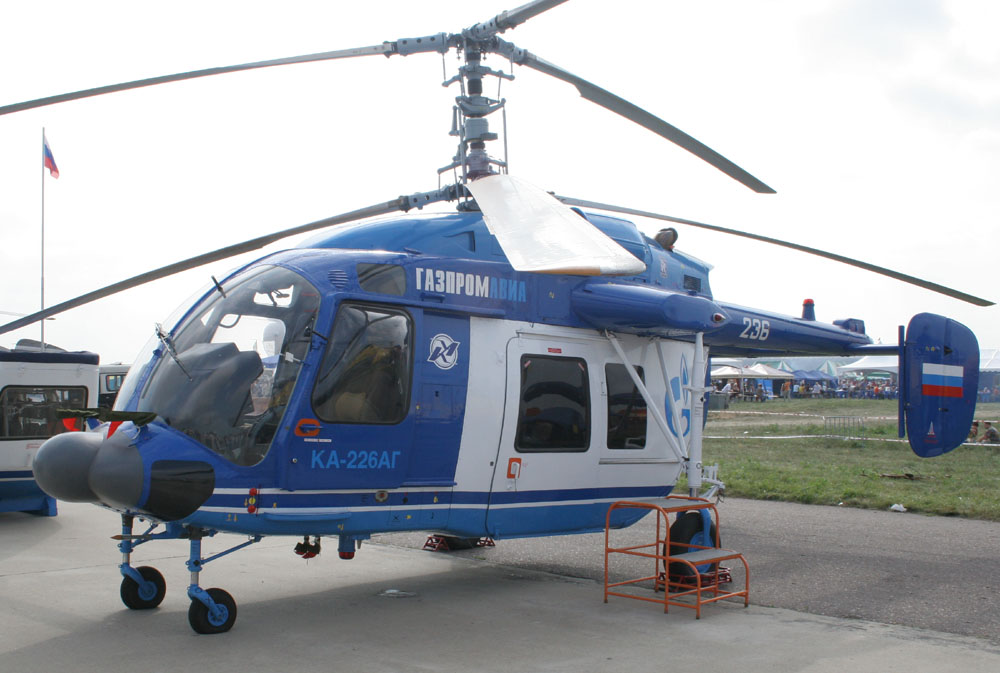
MAKSで展示されるガスプロムアヴィアのKa-226

- Ka-226AG - 14機（ガスプロムアヴィア向けの特殊モデル）
- Ka-226TG - 18機
- Ka-26 22機
- Mi-2 - 39機
- Mi-8 - 45機